# Unieuro
Unieuro S.p.A. är en hemelektronikkedja verksam i Italien, grundad 1967. De har 116 varuhus över hela Italien. Kedjan ägs av DSG International Plc.